# Марют
Марют (Мариут; на арабски: مريوط, в древността Марея, Марейско езеро или Мареотида, на старогръцки: Μαρεῶτις) е солена, плитководна лагуна (езеро) в Египет, разположено на -4 m под морското равнище в западната част на делтата на Нил. На северозапад широка 1 km пясъчна коса, на външната страна на която е разположен град Александрия, го отделя от Средиземно море. Чрез система от напоителни канали е свързано с река Нил. Дължината му от север на юг е 15 km, ширината – 9,3 km, а площта му по време на пълноводието на Нил достига 200 – 250 km². След спада на водите на Нил Марют силно намалява размерите си, поради което постоянната му дълбочина от 3 m се поддържа чрез прехвърляне на вода с помпи от Средиземно море. В древността езерото е било значително по-голямо с размери 52/26 km, било е свързано със Средиземно море и е служело за пристанище на Александрия. Извършва се промишлен добив на морска сол.